# 預算線
預算線，又名預算限制（Budget Line/Budget Constraint），是在給定的所得水準和固定的財貨價格條件下，消費者能購買到的X財貨和Y財貨的各種組合。